# Pero meskearia
Pero meskearia är en fjärilsart som beskrevs av George Duryea Hulst. Pero meskearia ingår i släktet Pero och familjen mätare. Inga underarter finns listade i Catalogue of Life.